# Rio Guandu
Rio Guandu é um rio brasileiro do estado do Rio de Janeiro. Com 63 km de leito, possui grande importância para o estado fluminense, já que suas águas concorrem para que a Região Metropolitana do Rio de Janeiro (RMRJ), também conhecida como Grande Rio, obtenha água potável, após tratamento na ETA Guandu. O mesmo é resultado da junção do rio Santana e ribeirão das Lajes, na divisa entre os municípios de Japeri e Paracambi.
O rio Guandu, de pequeno porte em condições naturais, se tornou bastante caudaloso após a transposição das águas do rio Paraíba do Sul, sendo primeiramente usado para a produção de energia elétrica pela empresa Light serviços de eletricidade e para uso industrial, hoje, é voltado principalmente para o abastecimento de água da RMRJ. Sua água abastece cerca de oitenta por cento da população do Rio de Janeiro.
Suas nascentes localizam-se na serra do Mar em diversos municípios. Alguns riachos se unem na represa de Ribeirão das Lajes, um dos formadores do rio Guandu, que é importante para a regulação da vazão. Há na cidade de Barra do Piraí a Usina Elevatória de Santa Cecília que transpõe as águas do rio Paraíba do Sul em direção ao rio Piraí levando-as então para o Complexo de Lajes por meio da Usina Elevatória do Vigário já localizada no centro da cidade homônima ao rio. Entre Paracambi em Japeri, o Ribeirão das Lajes recebe as águas do Rio Santana passando finalmente a denominar-se Rio Guandu. 
Depois disso, recebe ainda as águas dos poluídos rios de Queimados, como o Abel e os Poços/Queimados, e os córregos de Seropédica. No município de Nova Iguaçu, localiza-se a estação de tratamento de água - ETA do Guandu, considerada a maior do mundo com uma vazão de até 47 m³/s. Depois da estação de tratamento, recebe as águas do rio Guandu-Mirim e é dividido em vários canais na altura do bairro carioca de Santa Cruz, sendo o principal deles o canal de São Francisco, que serve à importante zona industrial deste bairro, em que se encontram a COSIGUA (Companhia Siderúrgica da Guanabara) e a termelétrica de Santa Cruz, terminando por desaguar na baía de Sepetiba.

## Transposição
Atualmente a maior parcela das águas do Guandu vem de outro importante manancial: o rio Paraíba do Sul. Na usina hidrelétrica da Light, a jusante de Santa Cecília, é feita a transposição da água, quando o Paraíba do Sul cede mais de sessenta por cento de suas águas para o rio Guandu através das canalizações forçadas das usinas. O Sistema Light foi construído em 1952 podendo acrescentar até 180 metros cúbicos de água que irá aumentar o caudal do Rio Guandu. Essa transposição juntamente com as águas do rio Ribeirão das Lajes abastece toda a Região Metropolitana do Rio de Janeiro - RMRJ, conforme o Plano Diretor de Abastecimento de Água (PDA - RMRJ), coordenado em 1982 pelo engenheiro hidráulico Jorge Paes Rios, elaborado pela Empresa ENGEVIX para a CEDAE.

## Problemas ambientais

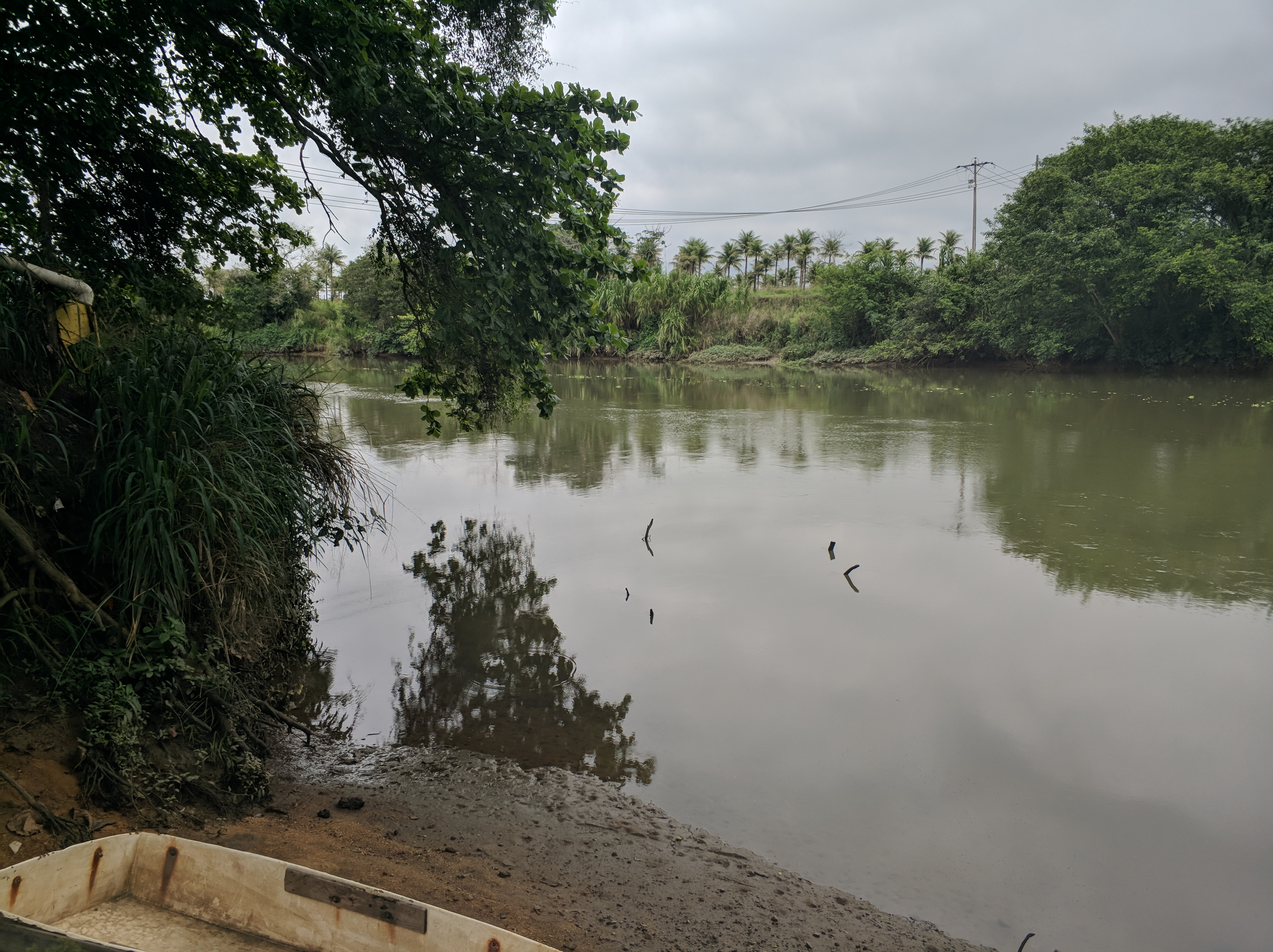
Rio Guandu em Seropédica

O principal uso das águas do rio Guandu é o tratamento para consumo de água potável. Esta água potável é tratada na maior ETA (estação de tratamento de água) do Mundo, a ETA do Guandu registrada assim no Guiness e distribuída através de adutoras para o uso de oitenta por cento da população da região Metropolitana do Rio de Janeiro. Porém, para que este tratamento seja eficiente, é necessário que a chamada água bruta não atinja determinados níveis de poluição.
As águas do rio Paraíba do Sul possuem níveis de poluição altos, devido sobretudo ao lançamento de esgoto sanitário por parte dos municípios que estão à montante de Santa Cecília, mas a distância entre o ponto de captação de suas águas e a estação de tratamento (ETA) faz com que a maior parte desta poluição acabe diminuindo pelo processo de auto-depuração natural do rio. Porém, próximo à estação de tratamento, ele recebe águas dos poluídos rios de Queimados, como o rio Abel, o rio dos Poços, o rio Queimados e dos córregos poluídos de Seropédica. 
Os rios dos Poços e Queimados nas proximidades da ETA estão frequentemente cobertos por vegetação flutuante, pois esses rios tem  altíssima concentração de matéria orgânica que alimenta as plantas. O rio dos Poços é  um dos mais poluídos de toda  macrorregião da bacia hidrográfica do rio Guandu. Ele vai descendo, forma uma grande lagoa artificial e se junta ao rio Guandu. No Plano Diretor de Abastecimento de Água , elaborado pelo engenheiro Jorge Rios para a CEDAE, estava previsto o desvio do rio dos Poços para jusante da tomada de água da ETA. 

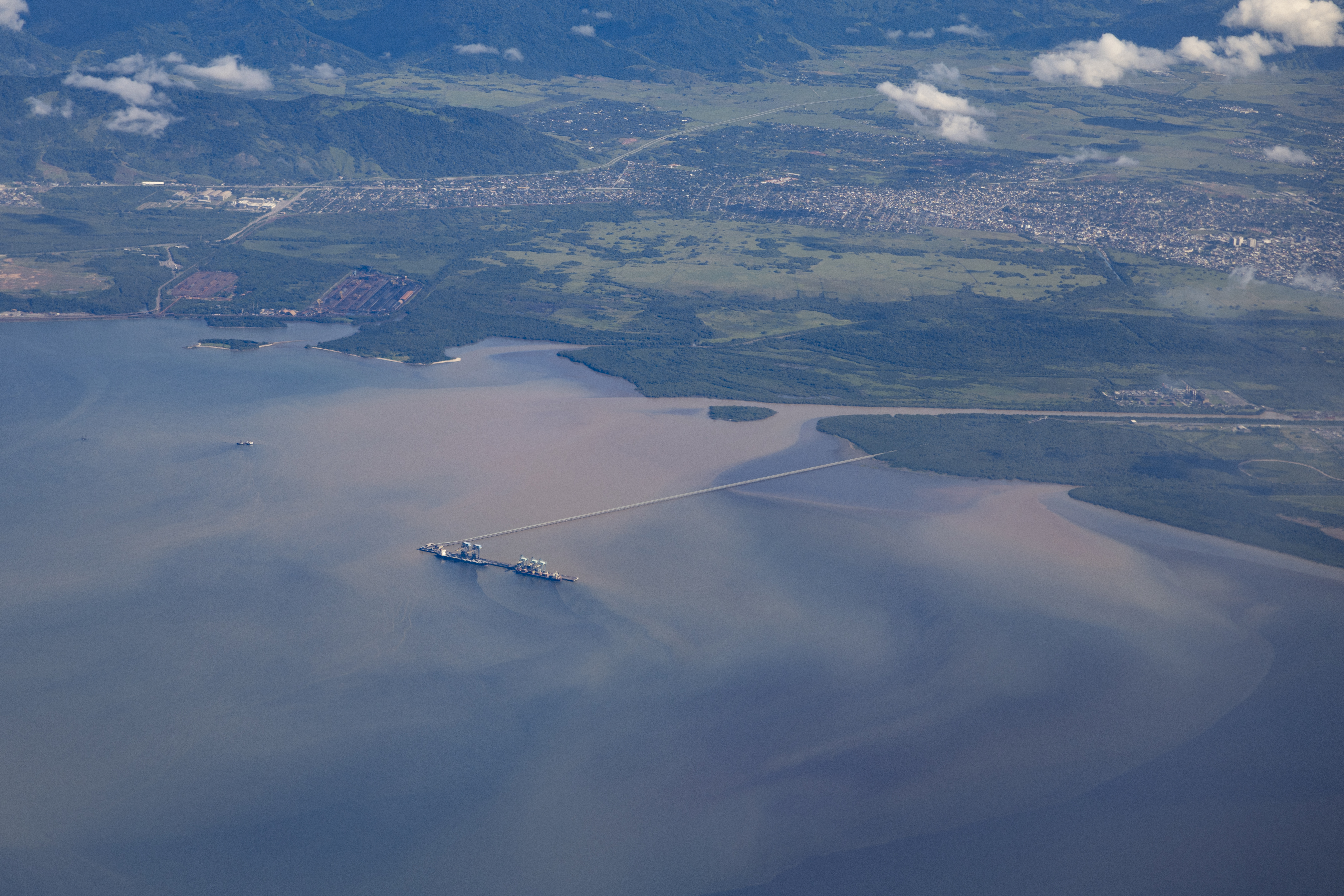
Vista aérea da foz do rio Guandu

Toda esta poluição poderia provocar um colapso no abastecimento de água dos municípios da RMRJ. Em meados da década de 1970, a Companhia Estadual de Águas e Esgotos (CEDAE) foi obrigada a desativar duas pequenas estações de tratamento de água. Uma delas fica em Santa Cruz, na Zona Oeste. A estação de Santos Malheiros captava água do rio Guandu-Mirim. O problema da água é que ela recebeu uma quantidade muito grande de poluentes. A situação fica tão grave que a gente não consegue tratar a água, reconheceu Flávio Guedes, antigo diretor da Companhia Estadual de Águas e Esgotos do Rio de Janeiro.
Isso ainda não aconteceu com a ETA do Guandu, pois a falta de tratamento do esgoto ainda é compensada com a grande quantidade de água de diluição, proveniente do rio Paraíba do Sul. Durante o processo de transposição, é retirado do rio Paraíba do Sul quantidade extra de água para diluir a poluição do Guandu. 
Porém a capacidade de fornecimento de água do rio Paraíba do Sul para o Guandu é limitada pela capacidade da elevatória de Santa Cecília e pelo abastecimento de água nas importantes cidades que ficam rio abaixo, como São Fidélis, Cambuci e Campos dos Goytacazes. 
Outro grande problema são os areais, alguns clandestinos, que são locais em que se abrem grandes buracos ( cavas ) para extração de areia do solo, retirando para isso a cobertura vegetal e, muitas vezes, a extração de areia que se dá no leito e ao longo das margens do rio Guandu. A fiscalização está a cargo do INEA. 
Embora seja uma prática ilegal, muitos areais ainda estão em funcionamento. A extração é proibida dentro da área de proteção ambiental (APA) do rio Guandu, que abrange uma faixa de terra de até quinhentos metros em ambas as margens do rio. Esta prática promove o assoreamento do rio, pois grande parte dos resíduos deste processo acabam nele, o que diminui a vazão da água e aumenta a concentração de poluição, facilita a ocorrência de enchentes e aumenta a quantidade de resíduos a serem retirados da água durante o tratamento. 